# 1,1-Diphenylethan
1,1-Diphenylethan ist eine chemische Verbindung aus der Gruppe der aromatischen Kohlenwasserstoffe.

## Gewinnung und Darstellung
1,1-Diphenylethan kann durch Reaktion von Acetaldehyd mit Benzol in Gegenwart von konzentrierter Schwefelsäure gewonnen werden.
Eine weitere Darstellungsmethode ist die Umsetzung von Benzophenon mit Methyllithium und anschließender Reduktion mit Lithium in Ammoniak.

## Eigenschaften
1,1-Diphenylethan ist eine brennbare, schwer entzündbare, farblose Flüssigkeit mit charakteristischem Geruch, die praktisch unlöslich in Wasser ist.

## Verwendung
1,1-Diphenylethan kann als Lösungsmittel für Nitrozellulose und in der organischen Synthese verwendet werden.